# Podvine
Podvine so naselje v Občini Šentjur.